# Teke-Kukuya
Teke-Kukuya oder Süd-Teke (auch Chikuya, Kikuwa, Koukouya und Kukwa) ist eine Bantusprache und wird von circa 38.800 Menschen in der Republik Kongo gesprochen. 
Sie ist im Departement Plateaux im Distrikt Lekana östlich des Flusses Lékéti verbreitet. 

## Klassifikation
Teke-Kukuya bildet mit den Sprachen Ngungwel, Tchitchege, Teke, Teke-Eboo, Teke-Fuumu, Teke-Laali, Teke-Nzikou, Teke-Tege, Teke-Tsaayi, Teke-Tyee und Yaka die Teke-Gruppe. Nach der Einteilung von Malcolm Guthrie gehört Teke-Kukuya zur Guthrie-Zone B70. 
86 % des Wortschatzes weisen Gemeinsamkeiten mit dem Wortschatz von Teke-Eboo auf, 85 % mit dem von Teke-Tyee, 81 % mit dem von Ngungwel, 80 % mit dem von Teke-Tsaayi, 79 % mit dem von Teke-Tege, 75 % mit dem von Teke-Laali und 70 % mit dem von Yaka.